# Neumático de tierra

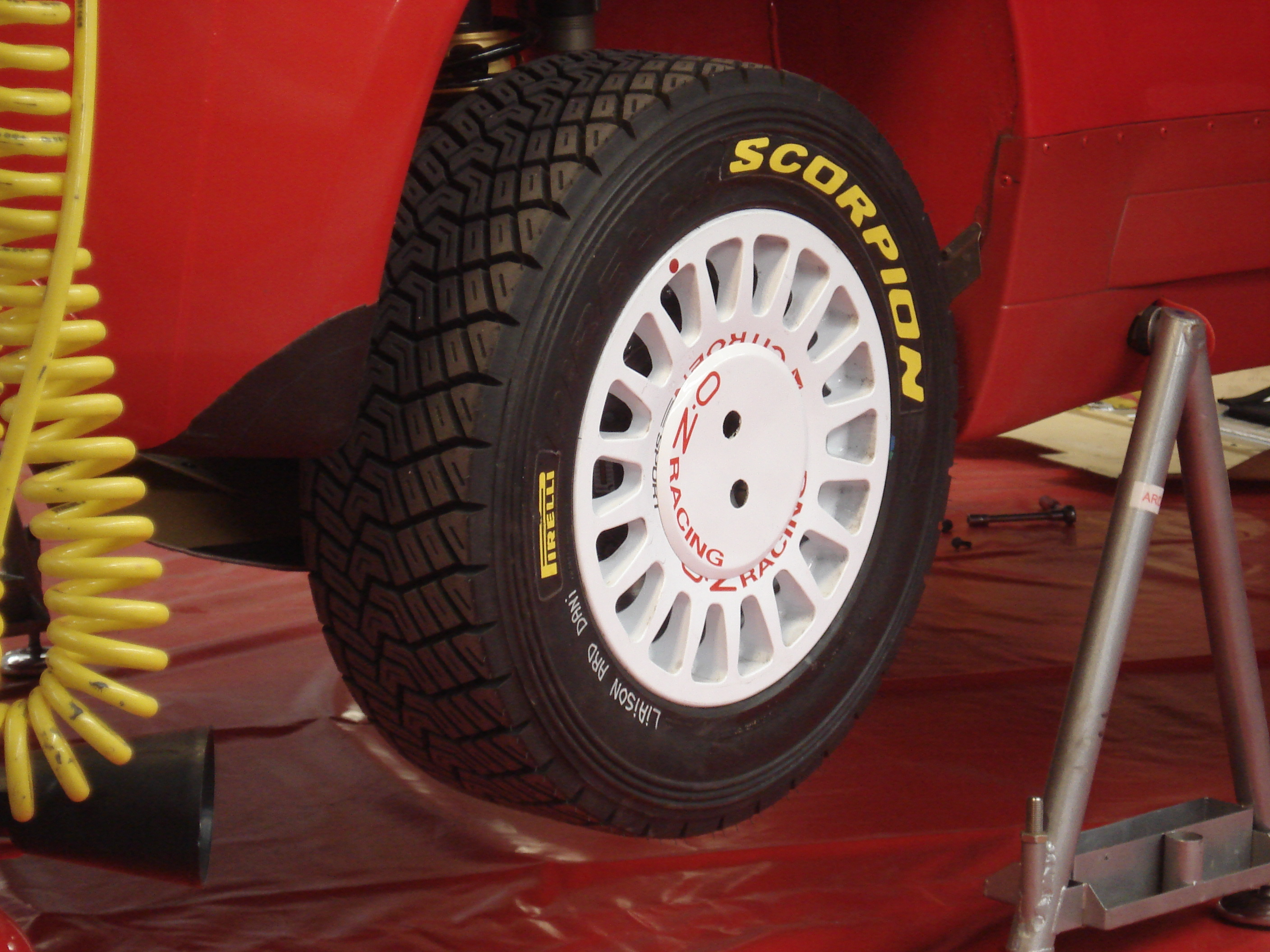
Neumático de tierra para rally.

Un neumático de tierra es aquel neumático con una banda de rodadura especialmente diseñada para proveer al vehículo que las equipa un buen agarre sobre caminos sin asfaltar. El tallado del dibujo es profundo y ancho, para permitir la evacuación de la suciedad y de la gravilla. Su compuesto suele ser duro, para evitar un desgaste peligroso al circular sobre terrenos cortantes e irregulares. Los laterales del neumático están muy reforzados, para evitar un reventón en condiciones difíciles.
Se debe montar sobre una llanta con pocas aperturas, para evitar que la grava que se levanta por la pisada entre hacia el interior y dañe el sistema de frenado.
Se utiliza generalmente en competiciones de rally, ya que las pruebas de circuito se realizan sobre pistas asfaltadas, con muy pocas excepciones. Se pueden equipar para automóviles de calle, pero no son recomendables debido a un uso mayoritariamente sobre asfalto, gran desgaste, incomodidad, aumento de consumo de combustible y alto precio.
Existe una variante, con pequeñas grietas en los tacos, que está pensado para su uso sobre tierra mojada.
- Datos: Q6041257